# Kostolište
Kostolište (starší názvy Krýpolec, Kiripolec, maďarsky Egyházhely) je obec na Slovensku v okrese Malacky. Žije zde přibližně 1 800 obyvatel.
První písemná zmínka o obci pochází z roku 1206. V letech 1920 až 1948 se obec jmenovala Kiripolec V obci se nachází římskokatolický kostel svatého Martina. 

## Osobnosti
- Martin Benka (1888–1971), slovenský akademický malíř, národní umělec